# Acrobeloides uberinus
Acrobeloides uberinus är en rundmaskart. Acrobeloides uberinus ingår i släktet Acrobeloides, och familjen Cephalobidae. Arten är reproducerande i Sverige.